# 倉持莉々
倉持 莉々（くらもち りり、1993年10月1日 - ）は、茨城県土浦市出身の女子競艇選手であり、水球元日本代表である。登録第4825号。114期。身長167cm。血液型O型。東京支部所属。秀明英光高等学校卒業。夫はボートレーサーで群馬支部の金子拓矢。また、同じボートレーサーの出口舞有子は義姉。

## 人物・エピソード
- 兄の影響で小学生5年生から水球を始める。中学生時代には全国制覇を果たし、スポーツ推薦で秀明英光高等学校へ進学。高校2年生の時にポセイドンジャパン・水球女子日本代表に選出され[3]、5月のワールドリーグアジアオセアニアラウンドで代表初出場[4]。
- 2012年に開催された水球のJOCジュニアオリンピックカップで優勝し優秀選手賞を受賞。
- 幼少頃からの夢であった競艇選手となるため、第111期選手養成員試験に合格。しかし、やまと競艇学校入学直前にホジキンリンパ腫を患い、入学を取りやめて治療に専念。その後快復[5]、当初の入学予定の1年半後の2013年に第114期生として入学。2014年に無事卒業し、プロデビューとなった。同じ114期には、松尾拓、中村桃佳、羽野直也などがいる。

## 来歴
- 2014年3月21日、選手登録。
- 2014年5月24日から平和島競艇場で開催された 一般戦「ミニボートピア黒石開設5周年記念」初日第1Rでデビュー[6]。6コースから.18のスタートで4着。
- 2015年9月4日から住之江競艇場で開催された G3「オールレディース 大阪スポーツ賞 第27回アクアクイーンカップ」2日目第1Rでデビュー初勝利[7]。（4号艇5コース進入 .18のスタート、決まり手：抜き）
- 2017年11月11日から三国競艇場で開催された 一般戦「ヴィーナスシリーズ第10戦 三国プリンセスカップ」6日目（最終日）第12Rでデビュー初優出[8]。（6号艇 6コース進入 4着）
- 2017年12月26日、江戸川競艇場の2018フレッシュルーキーに選出される[9]。
- 2018年7月31日から桐生競艇場で開催された G1「第32回女子王座決定戦競走」初日第9RでG1デビュー[10]。（6着）2日目第4RでG1初勝利を飾る[11]。（2号艇2コース進入 .20のスタート 決まり手：差し）5日目第11R、G1初出場ながら準優勝戦に進出した。[12]（5着）
- 2018年9月19日から浜名湖競艇場で開催された G1「第5回ヤングダービー」で、男女混合G1に初出場。
- 2022年1月19日、徳山競艇場の「マンスリーＢＯＡＴＲＡＣＥ杯争奪男女Ｗ優勝戦」で初優勝（3号艇3コース進入、決まり手は抜き）。
- 2023年5月23日から芦屋競艇場において開催されたSG「第50回笹川賞」において、SG初優出を果たしている（優勝戦3着）。

## 人物
- ファンからの人気が非常に高く、2017年に新設されたファン投票により出場レーサーが決定する G2「レディースオールスター」には第1回大会から連続して出場している。
- キノコが好きであり、その中でも舞茸を好む[13]。
- 料理が得意であり、かつては弟の弁当を作ってあげていた。今では、自身のInstagramアカウントで料理の腕前を披露している[13]。